# Пенн Зеро: Герой на півставки
«Пенн Зеро: Герой на півставки» (англ. Penn Zero: Part-Time Hero) ― американський мультсеріал, створений «Disney Television Animation» для «Disney XD». Серіал дебютував 5 грудня 2014 року в якості попереднього перегляду, а офіційна прем'єра відбулась 13 лютого 2015 року. Співавтор серiалу, Джаред Буш.
22 квітня 2015 року було оголошено, що серіал був поновлений на другий сезон. 19 липня 2016 року було оголошено, що шоу закінчиться після двох сезонів. Годинна серія фіналу «В кінці світів» вийшла 28 липня 2017 року.

## Сюжет
Серія слід за пригодами Пенна Зеро, який несподівано успадковує роботу своїх батьків: бути героєм на півставки. Пенн повинен подорожувати по різних світах, щоб взяти на себе роль героя в цьому світі. За допомогою своїх друзів, Буна і Саші, він повинен врятувати світи від Риппи, лиходія на півставки і вчителя мистецтв в школі Пенна і Ларрі директора в тій же школі. Як показано в трейлері Comic Con 2016, у другому сезоні Пенн намагається знайти два осколка, які допоможуть визначити розташування «Найнебезпечнішого світу, який тільки можна уявити», і врятувати його батьків.

## Персонажі
- Пенн Зеро (озвучений Томасом Міддледічем): головний герой, супергерой на півставки і син героїв на повну ставку. Пенн живе зі своєю тіткою Роуз і дядьком Чаком через те, що Риппи відправив його батьків в небезпечне вимір, відоме як «Найнебезпечніший світ, який можна уявити», і кожен день виконує нові місії зі своїми кращими друзями Саші і Буном. Хоча Пенн є визнаним лідером групи, він часто просить поради у своїх батьків, спілкуватися з ними через пристрій під назвою MUHU (Multi-Universe Hologram Uplink), буває що йому також потрібна порада від його друзів.
- Бун Вейзман (озвучений Адамом Девіном): друг Пенна, і мудрець на півставки. Бун часто дратує своїх друзів своїми безглуздими діями і думками, часом вони сваряться. У той час як він не надто звичний, однак, неординарний стиль Буна довів свою ефективність, і він завжди допомагає своїм друзям виконувати місії. Бун в якийсь момент був жертвою аквафобія, але пізніше подолав її під час відвідування підводного світу. Його батьки, як і Пенн, були героями на підставки.
- Саші Кобаясі (озвучена Танею Гунаді): подруга Пенна (пізніше дівчина) родом з Японії і напарниця на півставки. Саші - єдина дівчина в команді Пенна, досить похмура, іноді жорстока. Але насправді таким чином Саші намагається приховати свої почуття. Саші часто є голосом розуму в команді. Вона носить футуристичні окуляри, які можуть спроектувати голографічні дисплеї, які інформують тріо про їх місіях. До сезону 2 епізоду «The Kobayashis» батьки Саші не знали про її роботі в якості напарника на півставки, і думали, що вона працює в місцевому ресторані «Fish Stick on a Stick», який так само є штаб-квартирою лиходіїв на півставки.
- Філліс (озвучена Семом Левін): груба, часто дратівлива жінка, яка управляє Транспроектором, використовуваним Пенном і його командою, щоб подорожувати в інші світи і боротися зі злом. Прилад для переміщення інші світи знаходиться в занедбаному кінотеатрі «Одіссей», який знаходиться поруч з кафе «Рибні палички». Саме Філліс вибрала батьків Пенна героями на півставки чиє місце потім зайняв Пенн. У неї також є улюблений ведмідь на ім'я Карен для безпеки. У фіналі серіалу з'ясовується, що вона є хорошою половиною істоти, званого Хранителем.
- Риппі (озвучений Альфредом Моліною): Головний антагоніст. Риппи переконаний що він геній, але часто стикається з дурістю свого напарника Ларрі. Риппи ненавидить Пенна і його друзів і постійно заважає їм в інших світах. У Риппи бліда шкіра і чорне волосся. Звичайна робота Риппи - вчитель мистецтва в с школі Пенна. Його велике прагнення полягає в тому, щоб стати лиходієм на повну ставку, але для цього йому потрібно успішно виконати місію, у чому йому завжди заважає Пенн. В одній із серій він згадує, що у нього є сестра по імені Влурген, яка заслужила схвалення їх батьків і яка ненавидить його, так само як і він її. У сезоні 2 епізоду «Mr. Rippen »з'ясовується, що Риппи насправді з іншого виміру і був обраний Філом, щоб жити в Мідлбурге і бути лиходієм на півставки.
- Ларрі (озвучений Ларрі Вілмор): напарник і друг, на думку Ларрі, Риппи. Наївний, доброзичливий і милий, він зовсім не походить лиходія і зазвичай більше дратує Риппи, ніж бореться з Пенном і його товаришами по команді. Звичайна робота Ларрі- директор в школі Пенна. Йому дуже пощастило, як показано в епізоді "Larry Manor", він виграв в лотерею 32 рази. Він дуже любить поговорити, на превеликий жаль Риппи. Все зло яке він тварюка полягає в тому, що він сліпо вірний Ріппену, до такої міри, що того соромно за те що він маніпулює Ларрі. Окуляри Ларрі можуть проектувати голографічні дисплеї з інформацією про їх місіях, подібно очками Саші.
- Філ (озвучений Семом Левін): Чоловік зовні схожий на Філліс. Найняв Риппи і Ларрі лиходієм і напрніком лиходія на півставки. Управляє порталом в інші світи в кафе "Fish Sticks" У фіналі серіалу з'ясовується, що він є злий половиною істоти, званого Хранителем.

## Трансляція
Прем'єра мультсеріалу в Канаді відбулася 16 березня 2015 рокув на «Disney XD». Мультсеріал дебютував на «Disney XD» у Великій Британії та Ірландії 14 травня, Disney XD в Австралії 1 червня, і на Disney XD як на Близькому Сході, а в Африці 7 вересня.